# Эймс, Уильям
Уильям Эймс (Вильгельм (Вильям) Амезиус) (лат. Guilielmus Amesius; англ. William Ames; 1576–1633) — английский реформатский богослов, одинаково известный как полемист и как догматик.
Уильям Эймс родился в 1576 году в Норфолке, в Англии. Его воспитывал дядя, который жил в Боксфорде. Образование он получил в местной гимназии, затем с 1594 года учился в Колледже Христа в Кембридже. Позднее был вынужден, как строгий пуританин, покинуть своё отечество. Он отправился в Лейден, откуда писал полемические воззвания против англиканской иерархии, а потом состоял священником при английских войсках в Гааге.
Амезиус написал возражения против Арминия и в городе Дордрехте (Южная Голландия) состоял на жалованье у генеральных штатов в качестве советника президента синода.
В 1619 году он занял должность инспектора при студентах, учившихся в Лейдене на стипендии, получаемые из Амстердама, и написал для них вышедшее в нескольких изданиях сочинение «Medulla theologiae» (Амстердам 1627), излагающее ортодоксальную учебную систему.
Эймс отделил догматическую часть от нравственной части богословия, и это помогло ему доставить подобающее значение нравственно-практической стороне богословской науки, находившейся в то время в большом пренебрежении. Этому стремлению, которое перешло к нему от его учителя Вильгельма Перкинса, отвечает написанное в 1630 году сочинение «De conscientia ejusque jure».
Его нравоучение строго; так, в своем труде «Puritanismus Anglicanus» он признает истинными христианами только тех пуритан, которые избегают танцев, игры и пиршеств. Против ремонстрантов А. вооружился в своем сочинении «Anti-Synodalia», а против католиков в «Bellarminus enervatus»; как полемист, он был опасным противником, так что католики говорили о нем, что никто лучше его не в состоянии защитить неправое дело.
С 1621 года он был профессором богословия в Франекере.
Уильям Эймс скончался 14 ноября 1633 года в городе Роттердаме.
Полное собрание его сочинений, некоторые из которых были известны по всей Европе, было издано в пяти томах в городе Амстердаме уже после смерти автора в 1658 году.